# Retour en Afrique

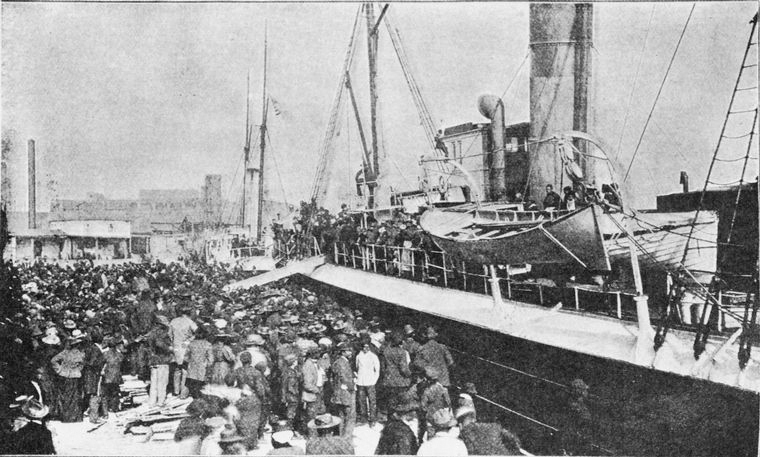
Départ d'Afro-américains pour le Liberia en 1896.

Le mouvement Retour en Afrique (Back-to-Africa), aussi appelé Colonisation (Colonization) ou Sionisme noir (Black Zionism), est un mouvement apparu aux États-Unis au XIXe siècle qui encourageait les Noirs américains, dont les ancêtres avaient été déportés d'Afrique en tant qu'esclaves par le commerce triangulaire, à retourner s'y installer. Le mouvement a notamment inspiré des idéologies comme la Nation of Islam ou les Rastafaris, et a joui d'une certaine popularité parmi les populations afro-américaines.

## Avant la proclamation d'émancipation
Avant la conversion des Afro-américains au christianisme, l'esclavage était justifié sur des bases religieuses, s'agissant essentiellement de païens ou de musulmans. Mais au milieu du XVIIIe siècle, une vague de ferveur religieuse (le Grand réveil) provoqua une vague de conversion au christianisme parmi les esclaves, et parallèlement éleva des réserves morales chez de nombreux chrétiens, particulièrement les quakers. Par exemple, les révérends Moses Tichnell et Samuel R. Houston affranchirent des esclaves et les aidèrent à se rendre au Liberia, respectivement en 1855 et 1856.
En 1816, Charles F. Mercer (en) fonda l'American Colonization Society (ACS), dont le but était de permettre le retour en Afrique des Afro-américains. Parmi ses membres les plus notables, l'ACS compte Thomas Jefferson, James Monroe, Abraham Lincoln, James Madison, Daniel Webster, John Marshall, et Francis Scott Key. L'ACS comportait deux groupes aux motivations bien distinctes : d'une part, des philanthropes, des membres du clergé et des abolitionnistes, qui voulaient libérer les esclaves et leurs enfants et leur permettre de retourner en Afrique ; d'autre part, des propriétaires d'esclaves inquiets de voir l'émergence d'une communauté noire libre, et désireux de les voir quitter l'Amérique.
En 1821, l'American Colonization Society fonda le Liberia, choisi pour être le pays à coloniser par les Noirs quittant les États-Unis. On estime à 13 000 personnes le nombre de Noirs américains ayant migré sous l'égide de l'ACS.

## À partir de l'ère de la Reconstruction
Après une période de relatif déclin, le mouvement de retour en Afrique connait un regain d'attention à partir de 1877, à la fin de la période dite de la Reconstruction qui suivit la guerre de Sécession, tandis que des groupes tels que le Ku Klux Klan multiplient les agressions racistes. Pour les Noirs du Sud des États-Unis, l'aspiration à émigrer en Afrique atteint un sommet durant les années 1880, alors que le racisme est à son plus haut niveau et que le nombre de lynchages bat tous les records de l'histoire américaine.
Pour beaucoup d'entre eux, l'expérience continue du racisme et de la ségrégation, en dépit de la Proclamation d'émancipation par Abraham Lincoln en 1863, s'accompagne de la conviction que l'égalité réelle n'est pas accessible, et alimente une aspiration à une émancipation panafricaine par un retour à leur terre maternelle.
Par la suite, de nombreuses rumeurs et escroqueries entachent l'image du mouvement et entrainent son déclin. Un déclin qui est cependant essentiellement dû au fait que « la majorité de ceux qui étaient censés participer au mouvement ne souhaitaient pas partir. La plupart des Noirs émancipés ne voulait pas “retourner” dans un endroit que leurs ancêtres avaient quitté plusieurs générations auparavant. L'Amérique, et non pas l'Afrique, était leur patrie [...] ».